# 林尼厄斯 (密蘇里州)
林尼厄斯是一个美國小城市，位於在密蘇里州林县。根據2010年的人口普查，當地人口為278人。

## 地理
該市位于39°52′41″N 93°11′16″W / 39.87806°N 93.18778°W (39.878082,-93.187813)。根据美国人口普查局，该市的總面積為1.08平方英里（2.80平方），其中1.07平方英里（2.77平方）為陸地和0.01平方英里（0.03平方）為水域。